# An Introduction to Old Norse
«An Introduction to Old Norse» (Вступ до давньоскандинавської) — англійський підручник з давньоскандинавської мови. Написаний канадським мовознавцем-германістом Еріком Гордоном під час викладання в Лідському університеті. Вперше опублікований 1927 року в Оксфорді, у видавництві Clarendon Press. Містить вступ з історичною довідкою про мову, коротку граматику, словник, індекс імен і уривки з давньоскандинавських текстів. Друге виправлене видання вийшло 1957 року, під редакцією мовознавця Арнольда Тейлора, учня і наступника Гордона в Лідському університеті. Відтоді перевидавалася кілька разів у 1962, 1981, 1990 роках.  Останнє видання вийшло в Oxford University Press. Залишається стандартним довідником з теми, класичним підручником для вивчення мови в англомовному світі.

## Видання
- Gordon, Eric V. An Introduction to Old Norse. Oxford: Clarendon Press, 1927.
- Gordon, Eric V.; Taylor, A. R. An Introduction to Old Norse. Oxford: Clarendon Press, 1957. archive.org
- Gordon, Eric V.; Taylor, A. R. An Introduction to Old Norse. Oxford: Clarendon Press, 1962.
- Gordon, Eric V.; Taylor, A. R. An Introduction to Old Norse. Oxford: Clarendon Press, 1981. archive.org
- Gordon, Eric V.; Taylor, A. R. An Introduction to Old Norse. Oxford:  Oxford University Press, 1990.

## Рецензії
- Beck, Richard. An Introduction To Old Norse by E. V. Gordon // Scandinavian Studies and Notes. University of Illinois Press, 1928, 10 (4): 117–119.
- Gould, Chester Nathan. An Introduction to Old Norse by E. V. Gordon // Modern Philology. The University of Chicago Press, 1928, 25 (4): 493–495.
- Einarsson, Stefán. An Introduction to Old Norse. by E. W. Gordon // Modern Language Notes. The Johns Hopkins University Press, 1928, 43 (8): 542–545.